# Archoplophora rostralis
Archoplophora rostralis är en kvalsterart som först beskrevs av Rainer Willmann 1930.  Archoplophora rostralis ingår i släktet Archoplophora och familjen Mesoplophoridae. Inga underarter finns listade i Catalogue of Life.